# DJ Nu-Mark
Dj Nu-Mark, właśc. Mark Potsic – amerykański hip-hopowy DJ-em i producent muzyczny, członek Jurassic 5 – hiphopowego zespołu, w którego skład wchodzi jeszcze 4 raperów.
Z Pomo założył Blendcrafters i razem stworzyli wiele kolaboracji, jak np. remiks utworu "Imagine" Johna Lennona zbudowany tylko z samych sampli. Jest także jednym z twórców utworów w popularnej serii "Mushroom Jazz".
Nu-Mark otwarcie przyznaje, iż nie potrafi grać na żadnym instrumencie, nie zna się na zapisie nutowym, ani na pojęciach występujących w muzyce. Twierdzi, iż kocha muzykę i to co robi, i to mu wystarczy.
Artysta jest blisko związany z DJ-em Cut Chemistem. Ta dwójka muzyków określa się jako Batman i Robin.
Mimo iż zajęty jest pracą nad najnowszym albumem Jurassic 5 i solowa karierą Chali 2na, sam zdołał wydać dwa swoje albumy, a dokładnie mixtape "Hands On" i wcześniej wspomniany album "Blendcrafters".
Jego kolekcja liczy ponad 35 000 płyt winylowych zawierające zarówno stare jak i nowe utwory i ciągle wzrasta.